# Pelai Pagès
Pelai Pagès i Blanch (San Pedro Pescador, 1949) es un historiador español, especializado en el estudio del POUM, partido del cual fue militante.

## Biografía
Residente en Sant Pere Pescador y después en Sant Andreu de Llavaneres, estudió bachillerato en el Instituto de Mataró. Se licenció en Filosofía y Letras en 1972, cuando presentó una tesis de licenciatura sobre Andreu Nin, en 1975 se doctoró en historia en la Universidad de Barcelona, presentando una tesis en catalán titulada Disidencias comunistas en el seno de la Tercera Internacional: la Izquierda Comunista de España, dirigida por el doctor Emili Giralt. Desde entonces es profesor de historia contemporánea en la misma Universidad.  Fue Premio extraordinario de licenciatura y de doctorado.
Es un estudioso de la historia reciente de España. Ha publicado libros y artículos sobre la Segunda República, la Guerra Civil, el franquismo y la transición, y se ha especializado en el análisis del movimiento obrero y de los nacionalismos en la historia contemporánea de Europa. Fue director del Centro para el Estudio de los Movimientos Sociales, entre 1990 y 2000, desde donde coordinó el Diccionari biogràfic del moviment obrer als Països Catalans (Edicions Universitat de Barcelona-Publicacions de l'Abadia de Montserrat, Barcelona, 2000), junto a María Teresa Martínez de Sans. Es director de la revista sobre la Guerra Civil Ebro 38. Entre 2002 y 2005 ha sido coordinador de El Tiempo de Historia. Miembro del Institut d'Estudis Catalans, desde 2021 es presidente de la Fundación Andreu Nin de Catalunya.
Entre otros cargos forma parte del Jurado que otorga la Beca Joan Oliveras, de la Unió de Cooperadors de Mataró y del Memorial Joan Camps, que desde 1978 convoca la Asociación Cultural de Granollers. En 2016 con un grupo de historiadores internacionales como Paul Preston, Richard Blair (hijo de George Orwell) y Colm Tóibín organizó una campaña para que se cree en Barcelona un museo dedicado a la Guerra Civil que tendrá que explicar el conflicto y las consecuencias de la victoria franquista.
Ha sido comisario de varias exposiciones: "La Guerra Civil en Cataluña. Testimonios y vivencias", inaugurada en el Archivo Nacional de Cataluña, en octubre de 2006; "La retirada. El fin de la guerra civil, 70 años después", inaugurada en el Octubre Centro de Cultura Contemporánea de Valencia, en diciembre de 2009 y "POUM! 75 años de historia", inaugurada en el Museo de Historia de Cataluña, en junio de 2011.
Ha sido asesor histórico de la película Operación Nikolai, dirigido por Dolors Genovès sobre el asesinato de Andreu Nin (Televisión de Cataluña, 1992); de los filmes documentales "Guerra Civil en Cataluña. Testimonios y Recuerdos", dirigido por Eugenio Monesma (Pyrene, S.A.-Diputación de Barcelona, 2002), "27-G. Bandera blanca", dirigido por Maria Coll (Capgròs-Ayuntamiento de Mataró, 2004), "La Posguerra en Cataluña", dirigido por Alberto Pérez (Pyrene, S.A.-Diputación de Barcelona, 2005) y "Caravana de la Memoria", dirigido por Alberto Pérez. (Pyrene, P.V.-Fundación Progea, 2008). Ha participado en congresos, seminarios y conferencias en Ciudad de México, Moscú, Marsella, Lyon, Turín, Follonica, Bruselas, Lausana, etc.

## Publicaciones
Es autor de obras como El movimiento trotskista en España (1930-1935). La Izquierda Comunista de España y las disidencias comunistas durante la Segunda República (Editorial Península, 1977), su tesis doctoral; Historia del Partido Comunista de España (Ricou/Hacer, 1978), con introducción de Juan Andrade, que abarca la década de 1920 y en la cual, según Ramón Cotarelo, demostraría simpatía hacia la Federación Comunista Catalano-Balear; Introducción a la Historia. Epistemología, teoría y problemas de método en los estudios históricos (Barcanova, 1983), un manual universitario; Cataluña en guerra y en revolución (1936-1939) (Ediciones Espuela de Plata, 2007); La Comissió de la indústria de guerra de Catalunya: 1936-1938 (Publicacions de l'Abadia de Montserrat, 2008); Andreu Nin: Una vida al servicio de la clase obrera (Editorial Laertes, 2009), una biografía de Andreu Nin; entre otras muchas.